# Recta d'altura

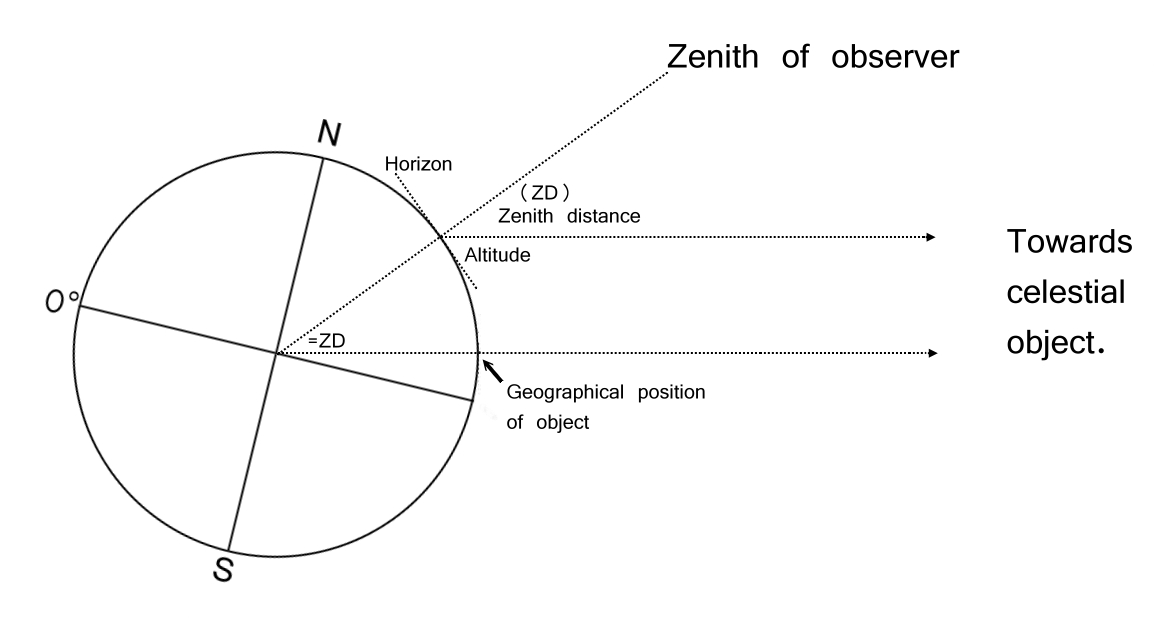
Dibuix amb distància GP - LOP vs. posició geogràfica

La recta d'altura és la línia de posició per excel·lència utilitzada en navegació astronòmica, descoberta per casualitat el 1837 pel capità Thomas H. Sumner. La recta d'altura és, en realitat, una aproximació al cercle de posició o cercle d'altures iguals, en l'entorn proper a la posició veritable de l'observador, on es confonen arc i corda secant o arc i tangent. Aquest enginyós artifici matemàtic permet simplificar notablement els càlculs per obtenir la recta d'altura, i poder-la dibuixar a la carta nàutica mercatoriana. Hi ha un paper de Cambridge q ho resol per càlcul vectorial.

## Classes
Secants al cercle d'altures iguals:
- Recta Sumner o secant per tall amb els paral·lels.
- Secant per tall amb els meridians.

Tangents al cercle d'altures iguals:
- Tangent de Johnson.
- Tangent de Borda.
- Tangent de Marcq de Saint-Hilaire.

## Determinant
El determinant d'una recta d'altura és el conjunt de dades necessàries per definir-la unívocament, i poder així dibuixar-la en una carta nàutica.

## Recta d'altura de Marcq St. Hilaire

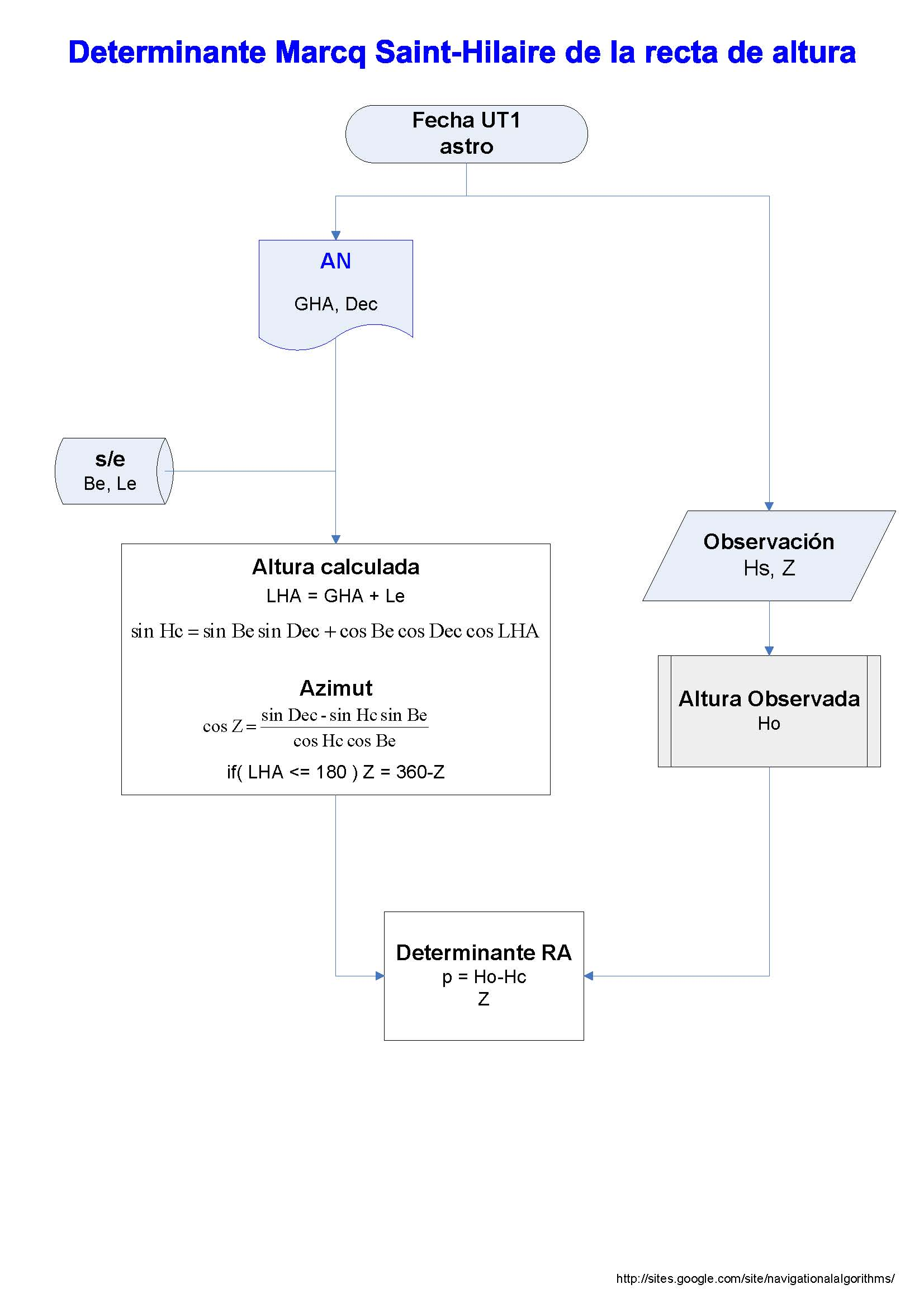
Obtenció de la recta d'altura Marcq St. Hilaire

La recta d'altura Marcq St. Hilaire queda definida per la seva determinant, constituïda per:
- La situació d'estima o posició assumida (Be, Le).
- La diferència d'altures, p = Ho-Hc.
- I l'azimut Z.

 {\displaystyle sinHc=sinBe*sinDec+cosBe*cosDec*cosLHA\,} 
 {\displaystyle cosZ=(sinDec-sinHc*sinBe)/(cosHc*cosBe)\,} 
 If (0 <LHA <180°) {\displaystyle Z=360-Z\,} 
en què B és la latitud, (+N/-S), L és la longitud, (+E/-W), LHA = GHA+Li és l'angle horari local, Dec i GHA són la declinació i l'angle horari en Greenwich de l'astre observat. I Ho és l'altura veritable, és a dir, l'altura mesurada amb el sextant, corregida.

### Obtenció
El procediment general per a obtenir una recta d'altura Marcq a partir de l'observació d'un cos celeste comprèn una sèrie de passos:
- Corregir l'altura mesurada amb el sextant, Hs, per obtenir l'altura observada, Ho.
- Determinar les coordenades de l'astre observat amb l'almanac nàutic: GHA, Dec.
- Seleccionar una posició assumida, AP, a partir de la posició d'estima, i calcular el seu angle horari local, LHA.
- Obtenir l'altura calculada i l'azimut per a la posició assumida.
- Comparar les altures calculades i observades.
- Traçar la recta d'altura.

### Traçat
Per al traçat, s'empra una carta nàutica mercatoriana o una carta en blanc.
La recta d'altura es traça a partir de la posició assumida perpendicular a l'azimut, i sobre aquest es porta la distància en milles nàutiques p = 60 (Ho-Hc), amb el sentit indicat:
- P =+, Ho> Hc: segons Z
- P = -, Ho <Hc: en sentit contrari a Z

Si p és positiva, la recta d'altura es traça perpendicular a l'azimut.
Si p és negativa, la recta d'altura es traça des de la posició assumida segons Z+180°.